# پلو خورش (مجموعه‌داستان)
پلو خورش نام مجموعه داستانی است به قلم هوشنگ مرادی کرمانی.

## داستان‌ها
- دوربین عکاسی
- دوربین فیلم‌برداری
- دوربین شکاری
- زیر نور شمع
- بهار
- لالایی
- گل
- باتوم
- چهار راه
- هنرمند
- آواز همسایه
- توت
- نی لبک
- کلاه۱
- کلاه۲
- کلاه‌ها
- پیشکش
- ابراهیم
- پاهای مرغ
- تخم مرغ
- پلو خورش